# Richard Brend'amour
Richard Brend'amour, né le 16 octobre 1831 à Aix-la-Chapelle et mort le 22 janvier 1915 à Düsseldorf, est un graveur sur bois allemand.

## Biographie
Richard Brend'amour naît le 16 octobre 1831 à Aix-la-Chapelle de parents français.
Il s'installe à Düsseldorf en 1856, et fonde, la même année, son atelier des arts xylographiques (R. Brend'amour et Co.) qui produit de nombreux livres illustrés en 1860 et 1871. Parmi ses travaux les plus célèbres figure la reproduction des huit fresques d'Alfred Rethel de l'hôtel de ville de sa ville natale. On peut aussi citer les illustrations de l' Oberhof d'Immermann d'après les dessins de Benjamin Vautier (1863).
Il expose notamment au Salon des Artistes Français au début du XXe siècle.
Richard Brend'amour meurt le 22 janvier 1915 à Düsseldorf.